# Lore Hartling
Pour les articles homonymes, voir Hartling.
Lore Hartling (née le 3 mars 1932, morte le 13 août 1994 à Berlin) est une actrice allemande.

## Biographie
Lore Hartling commencé sa carrière au théâtre à 20 ans à Bâle. En 1954, elle a un grand succès dans le rôle de Mary dans la comédie Herr im Haus bin ich à la Komödie Basel. Deux ans plus tard, elle s'installe à Berlin, intègre le Schillertheater et le Schlosspark Theater dirigés par Boleslaw Barlog, où elle rencontre son futur mari, Martin Held, de 24 ans son aîné et avec qui elle partage souvent la scène.
Début 1957, Lore Hartling tourne son premier film. Ses apparitions devant la caméra (cinéma et télévision) sont pour la plupart peu secondaires. Elle incarne des jeunes femmes de toutes sortes, souvent dans des histoires contemporaines.
Avec la naissance de son premier fils Albert (né en 1964) issu de sa relation avec Held, qu'elle épouse en 1967, Lore Hartling se retire dans la vie privée et se consacre entièrement à l'éducation de leurs deux enfants (le deuxième fils Maximilian (de) naît en 1967), qui évolueront dans le milieu théâtral.

## Filmographie
- 1957 : Ein besserer Herr (TV)
- 1957 : L'Inutile Sacrifice
- 1958 : Avouez, docteur Corda
- 1958 : Ist Mama nicht fabelhaft?
- 1958 : Stefanie
- 1958 : Frau im besten Mannesalter (de)
- 1959 : Nelson-Premiere (TV)
- 1960 : La Jeune Pécheresse
- 1960 : Le Dernier Témoin
- 1961 : Zwei unter Millionen
- 1962 : Que pensez-vous de la conduite de Constance ? (de)
- 1963 : Die Mondvögel (TV)
- 1963 : La Nuit la plus longue
- 1963 : Endspurt (TV)
- 1964 : Bunbury (TV)